# 2936 Nechvíle
2936 Nechvíle este un asteroid din centura principală, descoperit pe 17 septembrie 1979, de Antonín Mrkos.